# Hygophum macrochir
Hygophum macrochir és una espècie de peix de la família dels mictòfids i de l'ordre dels mictofiformes.

## Morfologia
- Els mascles poden assolir 6 cm de longitud total.[3][4]

## Depredadors
És depredat per Himantolophus crinitus.

## Hàbitat
És un peix marí i d'aigües tropicals que viu entre 0-750 m de fondària.

## Distribució geogràfica
Es troba a l'Atlàntic i el sud-oest del Pacífic (Austràlia).